# Llyn Cowlyd
Llyn Cowlyd är en reservoar i Storbritannien.   Den ligger i riksdelen Wales, i den södra delen av landet, 300 km nordväst om huvudstaden London. Llyn Cowlyd ligger 384 meter över havet.  I omgivningarna runt Llyn Cowlyd växer i huvudsak blandskog.